# Birgit Nilsson-stipendiet

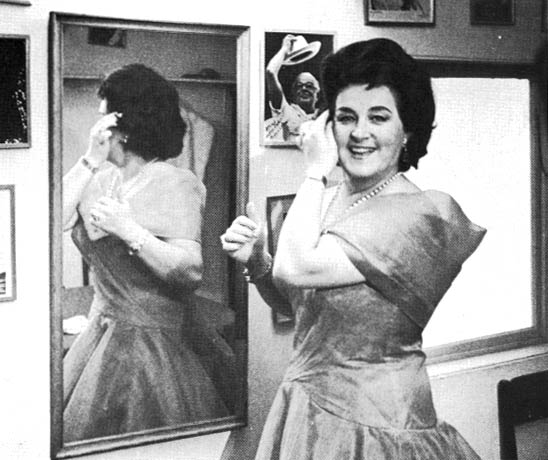
Birgit Nilsson i logen på Gröna Lund inför ett framträdande på 1960-talet.

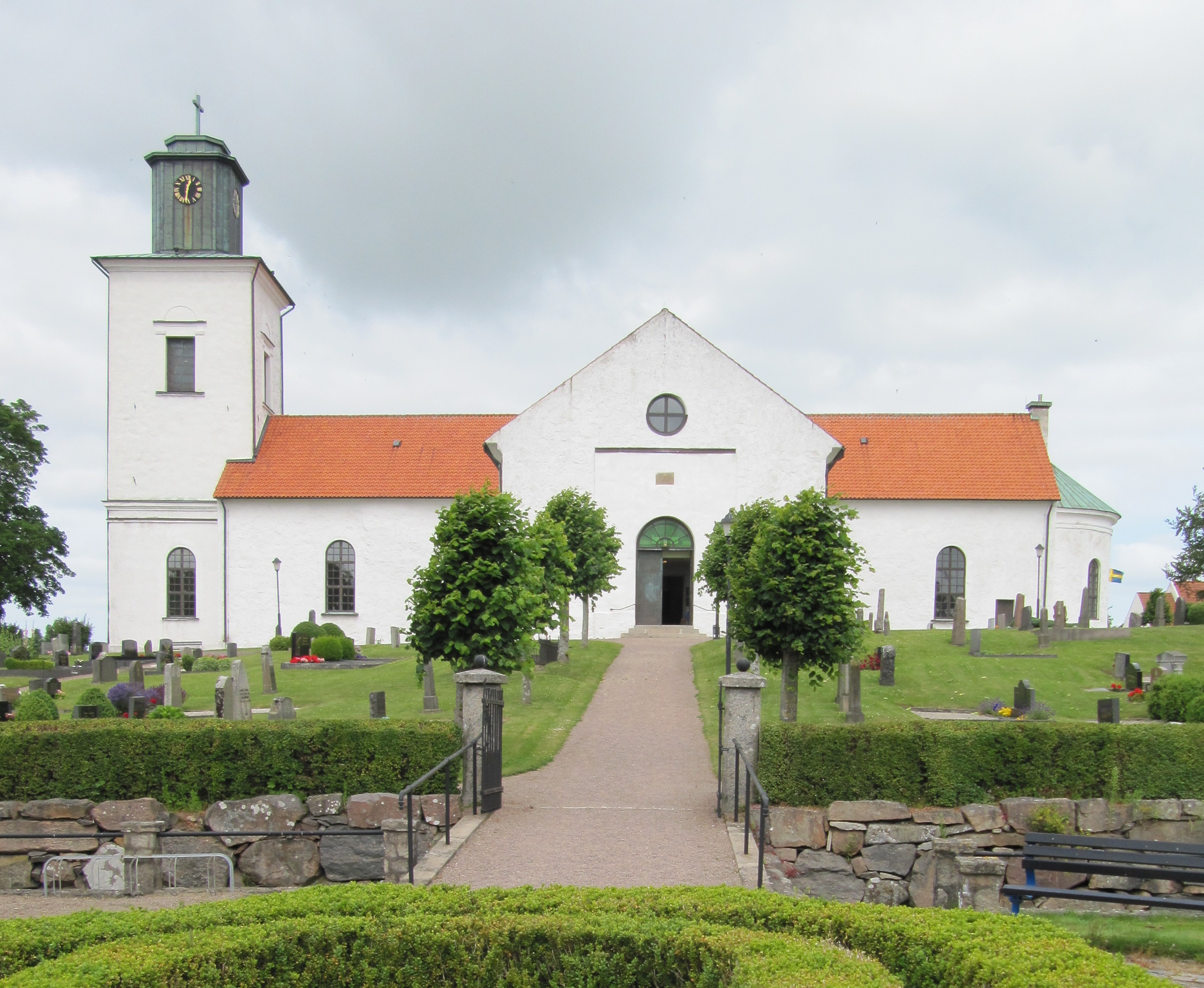
Västra Karups kyrka.

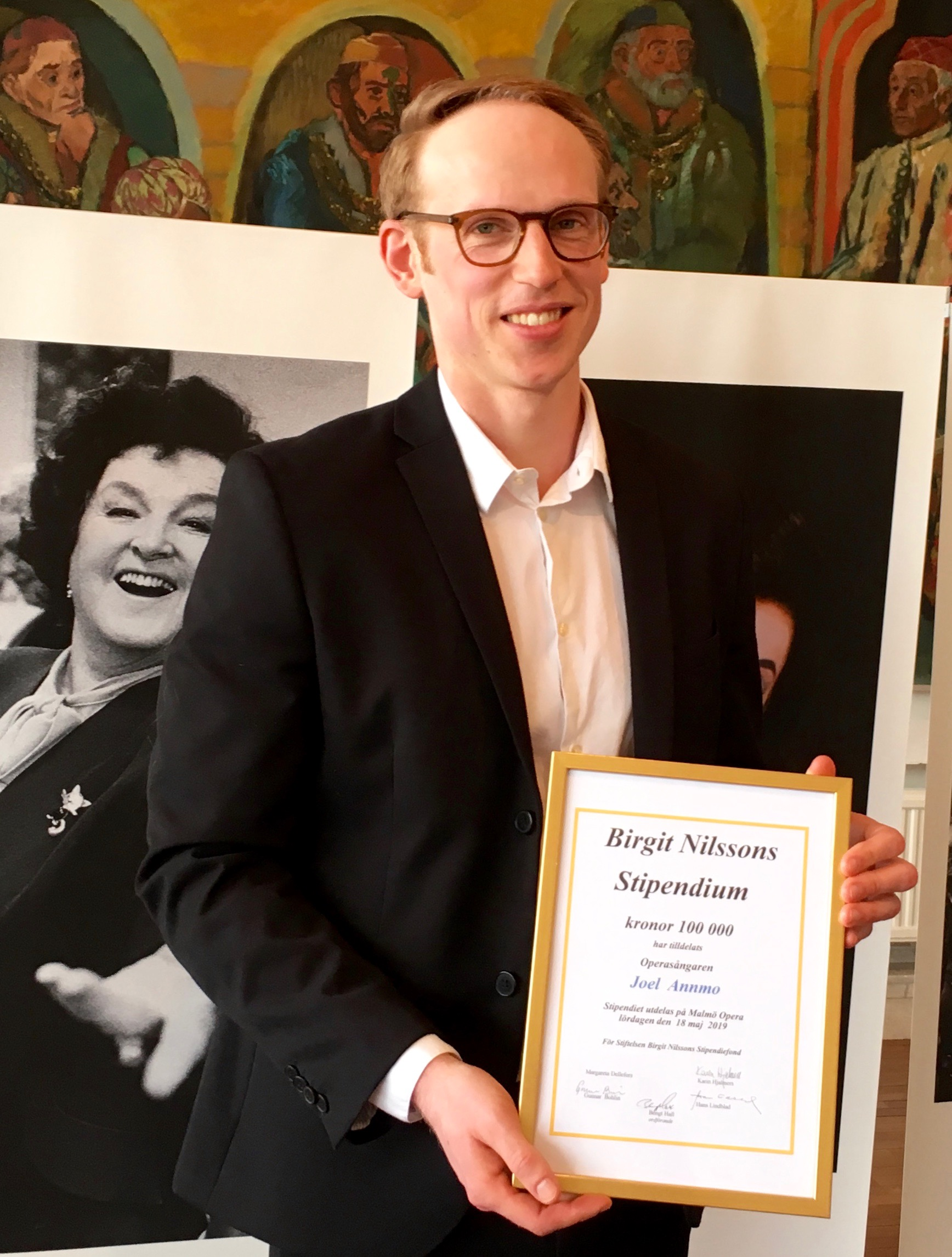
Joel Annmo, mottagare av Birgit Nilsson-stipendiet 2019.

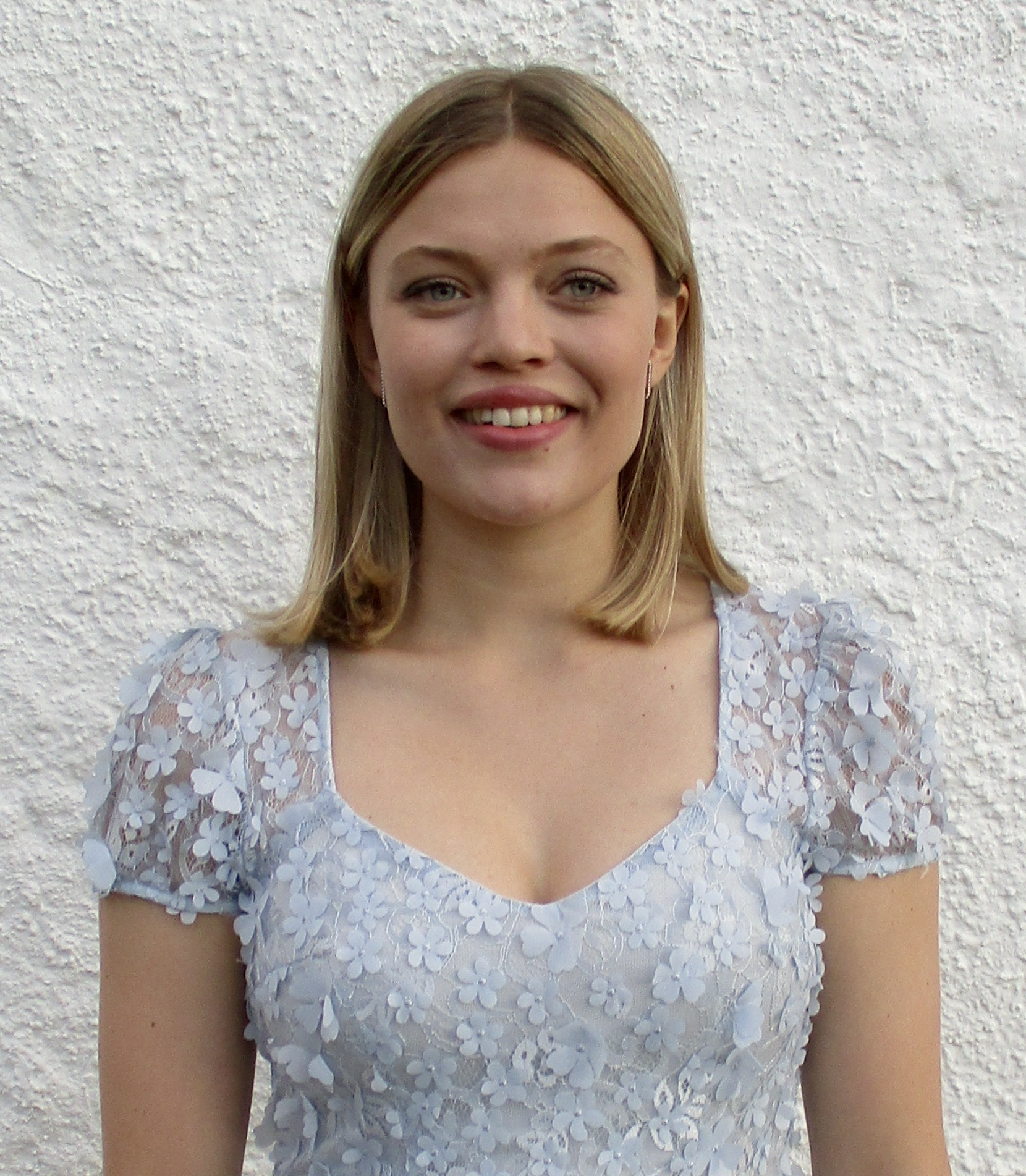
Johanna Wallroth tog emot Birgit Nilsson-stipendiet för 2021.

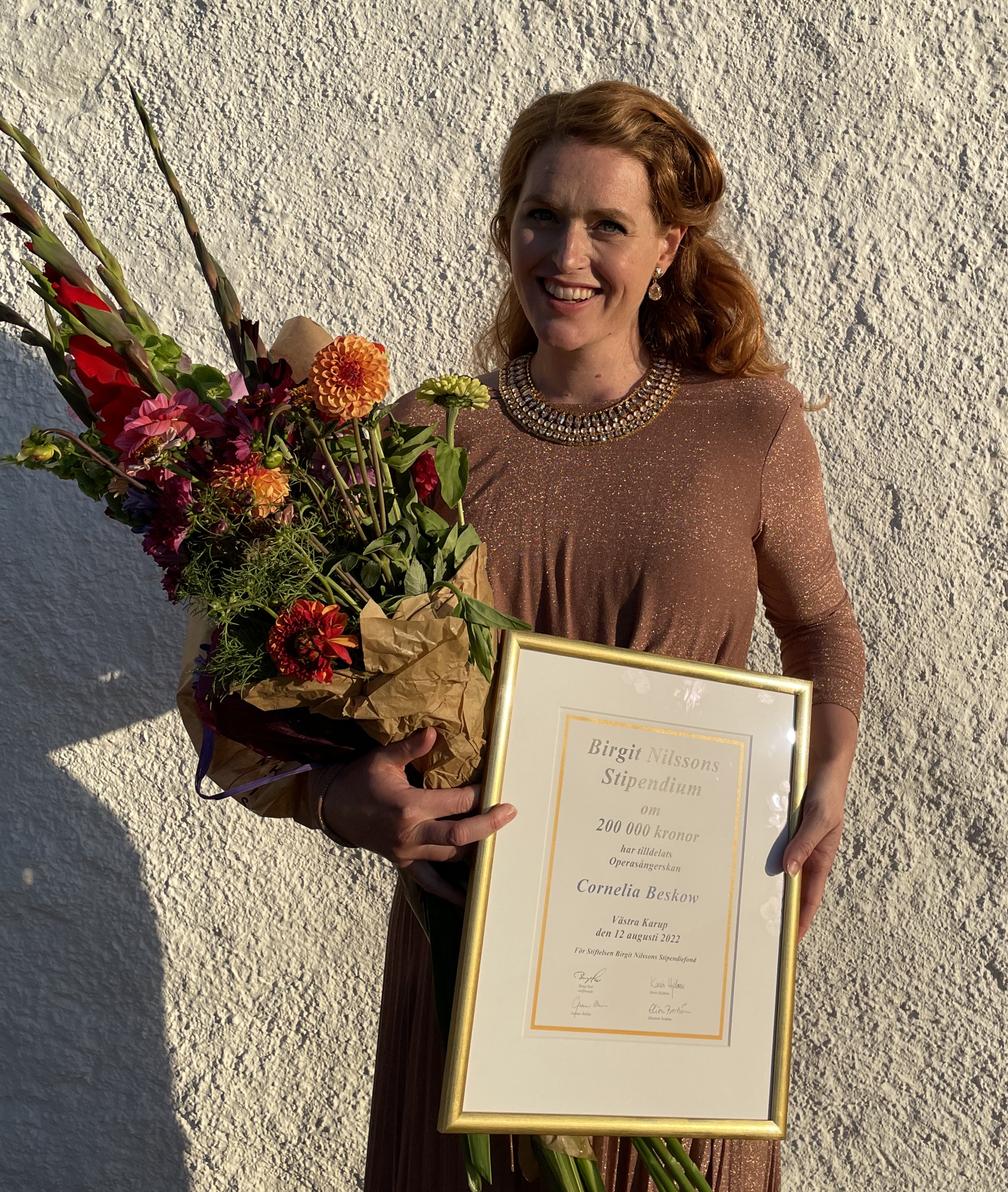
Cornelia Beskow tog emot Birgit Nilsson-stipendiet för 2022 i Västra Karups kyrka.

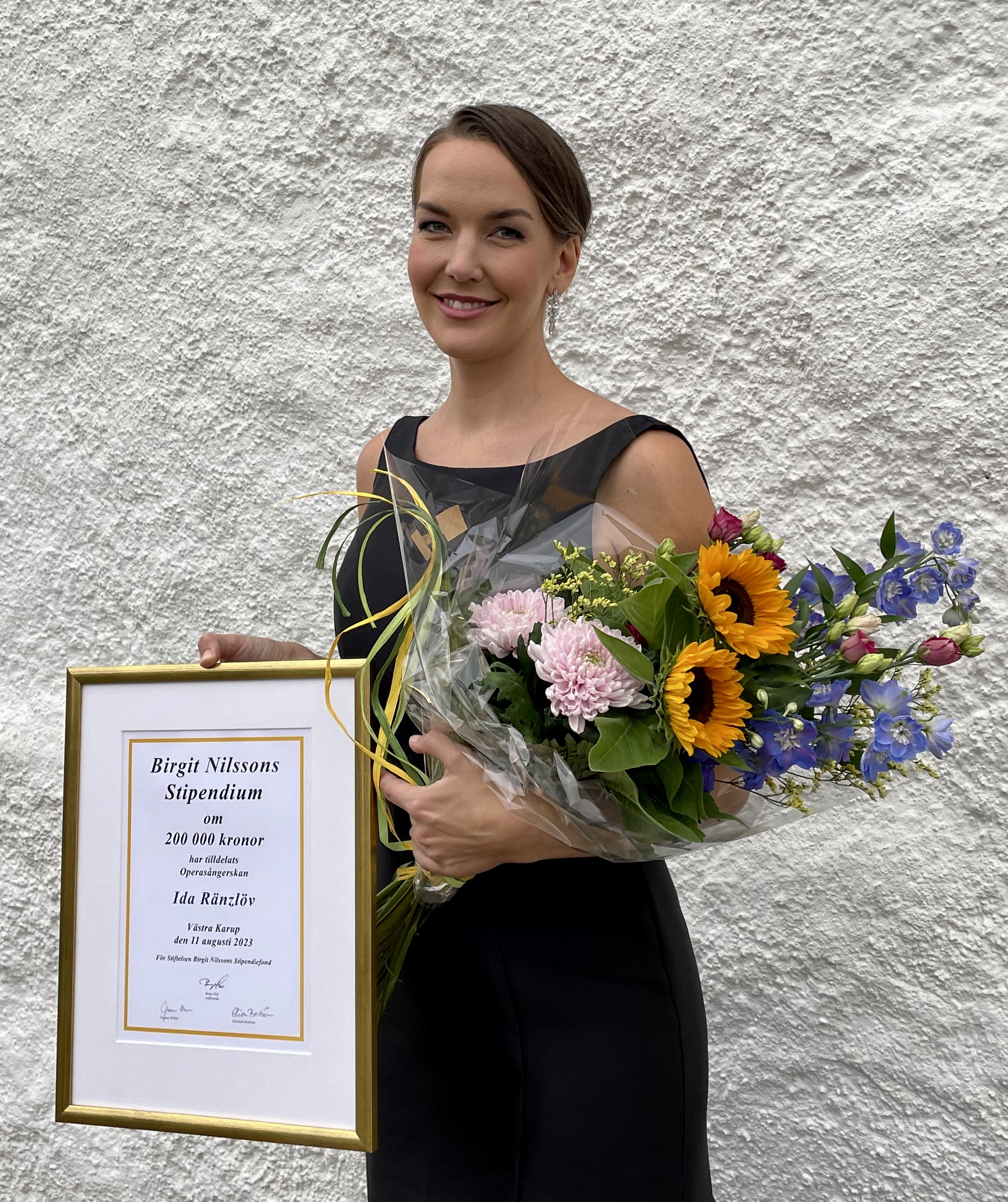
Ida Ränzlöv tog emot stipendiet för 2023 i Västra Karups kyrka.

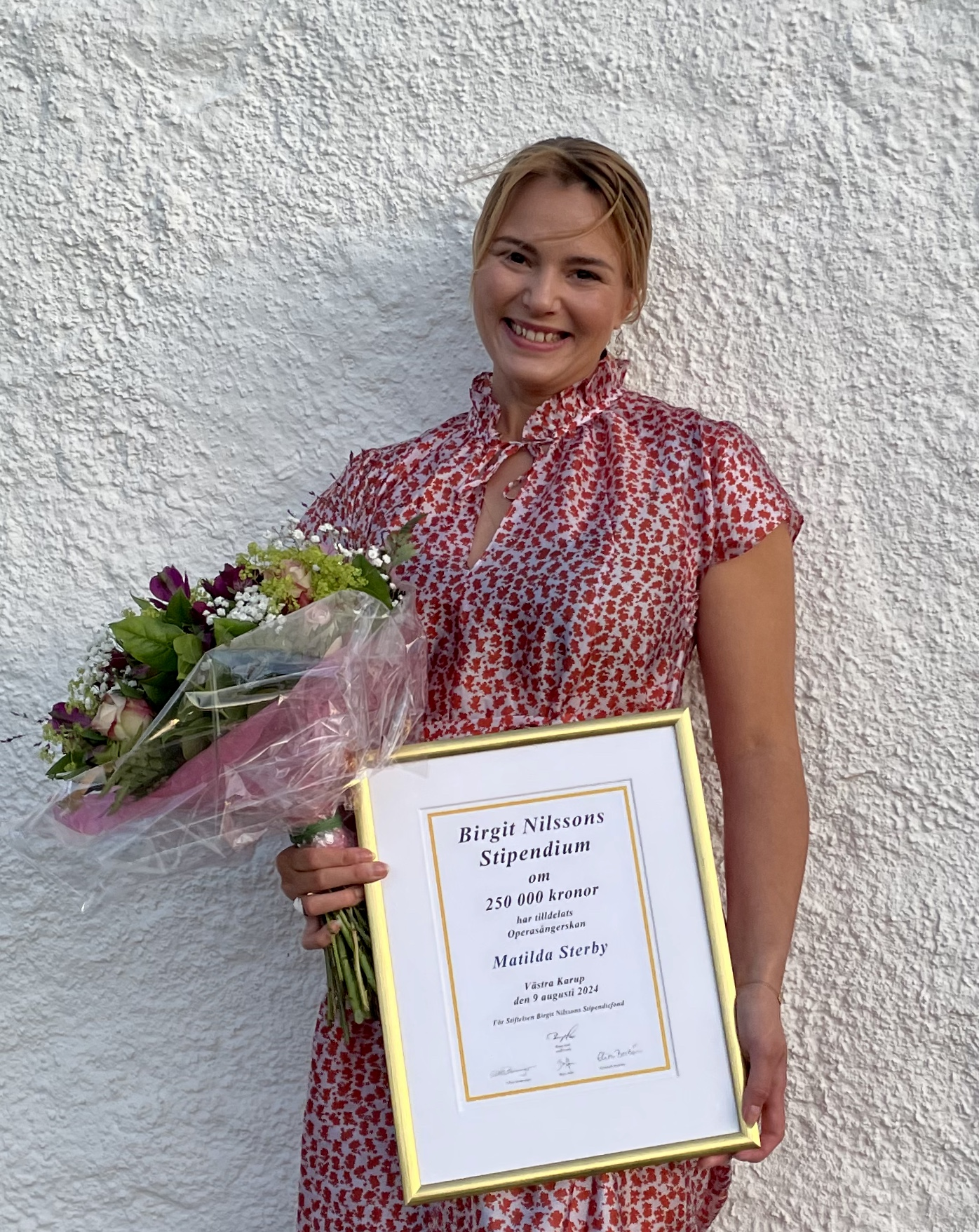
Matilda Sterby tog emot stipendiet för 2024 i Västra Karups kyrka.

Birgit Nilsson-stipendiet är ett stipendium, som delas ut från en fond instiftad i december 1969. Stipendiet och fonden bär Birgit Nilssons namn och tillkom till minne av hennes sånglärare Ragnar Blennow i Åstorp. Stipendiet ges till unga, lovande sångare som verkar i Birgit Nilssons anda. Stiftelsens målsättning är att främja begåvade sångares fortsatta musikaliska utbildning.
Det första stipdendiet delades ut 1973, och det blev regelbundet återkommande från 1984. Till en början delades stipendiet ut i Malmö. Åren 1984–2002 delades det främst ut vid Birgit Nilsson-konserterna i Västra Karups kyrka. Där hade hovsångerskan under många år konserter till förmån för Bjäre härads hembygdsförening. Åren 2012–2019 skedde utdelningen av stipendiet på Malmö Opera, men från och med 2020 är den tillbaka i Västra Karups kyrka.

## Stiftelsens styrelse
Birgit Nilsson var hedersordförande i styrelsen fram till sin bortgång 2005. Ordförande var Sten Broman och övriga ledamöter var hovsångaren Sigurd Björling, professor Uno Ebrelius och teaterchefen Gösta Folke.
Vid Sten Bromans död efterträddes han av generalkonsul Olof Sjöström, som lämnade över till nuvarande ordförande Bengt Hall. Övriga ledamöter i styrelsen är för närvarande Elisabeth Boström (vice ordförande), Boel Adler och Claes Remminger.

## Stipendiater
- 1973 – Kurt Jacobsson
- 1976 – Britta Möllerström-Hjelm
- 1979 – Karin Mang-Habashi
- 1980 – Lars Leishem
- 1984 – Monica Persson
- 1986 – Elisabeth Wärnfeldt
- 1987 – Lena Nordin
- 1988 – Gitta-Maria Sjöberg
- 1989 – Ulla Gustafsson och Elisabeth Meyer-Topsoe
- 1990 – Hillevi Martinpelto
- 1992 – Anders Larsson
- 1994 – Åke Zetterström
- 1996 – Nina Stemme
- 1998 – Anna Larsson och Dilber Yunus
- 2000 – Karl-Magnus Fredriksson och Gisela Stille
- 2002 – Susanne Resmark
- 2006 – Michael Weinius och John Lundgren[2]
- 2007 – Emma Vetter[3]
- 2008 – Malin Byström och Marcus Jupither[4]
- 2009 – Elin Rombo och Daniel Johansson[5]
- 2010 – Ida Falk Winland och Paulina Pfeiffer[6]
- 2011 – Anneli Lindfors och Joachim Bäckström[7]
- 2012 – Ivonne Fuchs och Daniel Frank[8]
- 2013 – Sofie Asplund och Fredrik Zetterström[9]
- 2014 – Magdalena Risberg[10]
- 2015 – Christina Nilsson[11]
- 2016 – Henning von Schulman[12]
- 2017 – Alexandra Büchel och Hanna Husáhr[13]
- 2018 – Elisabeth Meyer och Tobias Westman[14]
- 2019 – Joel Annmo[14]
- 2020 – Emma Sventelius
- 2021 - Johanna Wallroth
- 2022 - Cornelia Beskow[15]
- 2023 - Ida Ränzlöv[16]
- 2024 - Matilda Sterby[17]
- 2025 – Karolina Bengtsson[18]